# Ольжич, Олег
Оле́г О́льжич (настоящее имя — Оле́г Алекса́ндрович Канды́ба, укр. Олег Олександрович Кандиба; 1907—1944) — украинский археолог, поэт и переводчик, деятель Организации украинских националистов.

## Биография
Родился в Житомире на углу нынешних улиц Ольжича и Старовильской. Сын известного украинского писателя и поэта Александра Ивановича Кандыбы, писавшего под псевдонимом Олександр Олесь.
В 1912—1919 годах семья жила в Киеве в доходном доме на Новом строении (ул. Антоновича, 64/16; дом находится в аварийном состоянии). Там Олег начал посещать школу. В 1919—1922 годах жил и учился в средней трудовой школе Пуща-Водица около Киева.
В 1918 году отец Олега, получив дипломатический паспорт атташе по культуре в Венгрии, выехал в Вену. Однако в 1922 году, в год сближения России с Германией, когда появилась возможность создания «легальной» разведывательной резидентуры в Европе при полномочном представительстве России в Берлине, судьбой семьи Кандыба заинтересовалось правительство УСР в Харькове в лице министра просвещения Украинской советской республики В. Затонского и председателя Совета народных комиссаров УСР Х. Раковского. С их участием семья быстро, за 1—2 месяца, получила заграничные паспорта, что было неслыханной редкостью, и в конце декабря 1922 года выехала в Берлин.
В 1923 году семья переехала в Прагу, летом снимала дачу в Ржевницах. Опальный в берлинских кругах (после публикации сатирического сборника «Перезва» о жизни украинской эмиграции в Берлине), Олесь вдруг оказался востребован на Украине, где этот сборник был опубликован под названием «Еміграційна перезва». Поэт получил хороший гонорар, позволивший воссоединившейся семье начать безбедную жизнь. До начала 1930-х годов Олесь регулярно печатался на Украине, что давало ему постоянный доход.
Осенью 1923 года Олег с матерью вернулся в Прагу и поступил на платные натуральные годичные гимназические курсы при Украинском Общественном комитете в Праге. 11 декабря 1924 года окончил курсы с отличием, что дало ему право на зачисление вольнослушателем в любое высшее учебное заведение Чехословакии. Тогда же записался вольнослушателем на литературно-исторический отдел Украинского высшего педагогического института им. Драгоманова в Праге, в Украинский свободный университет, где посещал лекции по археологии проф. В. М. Щербаковского, и философского факультета Карлова университета (зимний семестр 1925 г.).
Летом 1926 года сдал дополнительные экзамены по латыни и стал обычным студентом археологического факультета Карлова университета (платный курс). В 1928 году получил грант от Научного Товарищества им. Шевченко во Львове на экспедицию в Бельче Золоту.
Работая в археологическом отделе Национального музея Чехословакии, также совершил научные экспедиции по западноукраинским землям, в Германию и Балканские страны.
Весной 1932 года в Праге состоялся II Украинский научный съезд, на котором работала подсекция археологии и истории искусств, где председательствовал В. М. Щербаковский. Олег Кандыба делал два доклада по украинской рисованной керамике. Возможно, после возникших серьёзных теоретических разногласий на конференции с Щербаковским и другими последователями школы Любора Нидерле был уволен с кафедры археологии УСУ и из числа сотрудников Государственного археологического института в Праге.
С начала 1930-х годов заявил о себе как поэт. Сотрудничал во львовских периодических изданиях «Літературно-Науковий Вістник», «Вістник», «Обрії», «Напередодні», пражских «Студентський вістник», «Пробоєм».
Ещё в молодости начал принимать участие в украинском националистическом движении. С 1929 года — член Организации Украинских Националистов. Выполнял ряд ответственных заданий Правления («Провода») Украинских Националистов, в первую очередь Евгена Коновальца. В это же время, как всякий, входящий в ближайшее окружение Коновальца, попал в поле зрения спецслужб Германии. В 1937 возглавил культурно-просветительскую референтуру Правления. В конце 1930-х годов редактировал журнал «Самостійна думка», превратил его в орган Правления ОУН.
В 1938 по заданию Провода ОУН в составе делегации (Виктор Курманович, Ярослав Барановский, Роман Сушко) направляется в США. Цель визита — организация Украинского научного института в Америке (УНИА), который так и не был создан. В рамках подготовки сборника научных статей украинских учёных-эмигрантов в Праге под эгидой несуществующего УНИА опубликовал статью по археологии, ставшую его последней научной работой.
В 1938—1939 годах принимал активное участие в деятельности кратковременного государственного образования — Карпатской Украины — и в её вооружённой борьбе против венгерских оккупантов. Был арестован солдатами венгерской армии и провёл три дня в тюрьме, освобождён по ходатайству венгерских учёных. В 1939—1941 возглавлял Революционный Трибунал ОУН, входил в Правление («Провід») Украинских Националистов.
В начале Великой Отечественной войны был одним из руководителей «походных групп ОУН» (сторонников Андрия Мельника), прибывших на Украину для формирования органов полиции и местной администрации. Вместе с Основной походной группой Ольжича в Киев прибыло военизированное формирование «Буковинский курень». В 1941—1942 годах легально жил в оккупированном Киеве, с ведома немецкой комендатуры занимая квартиры в центре города (Крещатик, 25, Пассаж; затем район Золотых Ворот), налаживал сеть ОУН (М) на Украине. В октябре 1941 года стал одним из организаторов Украинского Национального Совета.
С началом гитлеровских репрессий против украинских националистов переехал во Львов. В мае 1942 Почаевская конференция ОУН избрала его заместителем председателя ПУН и председателем Провода на украинских землях.
2 августа 1943 в отдаленном селе Яблунка-Вижня у Турки на Бойковщине женился на дочери литературоведа Л. Белецкого Екатеринe (Калине).
В январе 1944 после ареста Андрия Мельника занял должность Председателя ПУН ОУН.
25 мая 1944 арестован гестапо. Был заключён в концентрационном лагере Заксенхаузен. Погиб во время очередного допроса в ночь с 9 на 10 июня 1944, замученный гестаповской тройкой (Вольф, Вирзинг, Шульц).

## Память

Мемориальная таблица О.Ольжичу во Львове

- Во Львове установлена мемориальная доска на доме, где Ольжич был арестован в 1944 году (ул.Лычаковская, 32).
- Школа в Пуще-Водице, в которой учился Ольжич, носит его имя.
- Памятник Ольжичу планируется установить в Киеве на улице Олены Телиги, напротив улицы Ольжича.
- В Киеве мемориальная доска установлена на доме, где он жил в 1941—1942 годах (Киев, ул. Льва Толстого, 15).
- Одна из первых научных библиотек независимой Украины носит его имя - Библиотека им. Олега Ольжича.
- В Житомире его именем названа улица, на которой он родился (дом, где он родился, снесли в 1980-х).